# Jan Zachariasz Frey

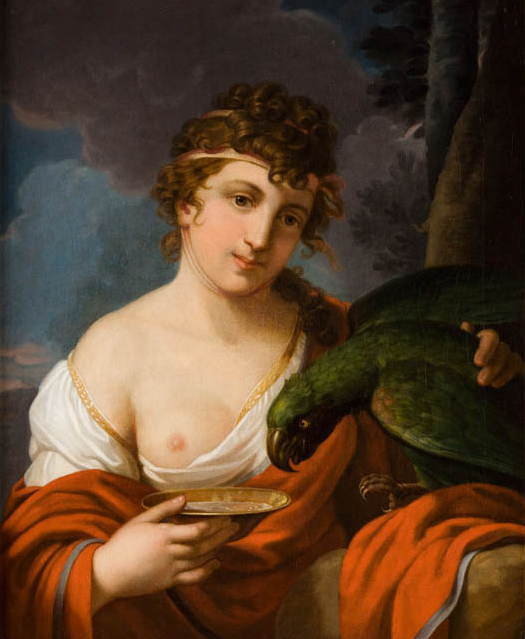
Hebe

Jan Zachariasz Frey (ur. 3 czerwca 1769 w Wiedniu, zm. 8 sierpnia 1829 w Warszawie) – polski artysta malarz i rytownik, nauczyciel.
Był synem austriackiego wojskowego i Marii z domu Pardon. Studiował przypuszczalnie w Cesarskiej Akademii Malarstwa w Wiedniu a następnie w Londynie u znanego malarza Benjamina Westa. Po studiach mieszkał w Wiedniu, a nie później niż w 1794 przyjechał do Polski i osiedlił się w Puławach, gdzie w roku 1804 objął posadę nadwornego malarza u księcia Adama Czartoryskiego. Na tym stanowisku zilustrował książkę Myśli różne o sposobie zakładania ogrodów (1805, wyd. II w 1807, oba nakładem wrocławskiej oficyny Korna) autorstwa Izabeli Czartoryskiej, sporządzając dla niej 28 rysunków, z których wykonał akwaforty. Był też autorem 13 miedziorytów przedstawiających pałac i park księżnej Izabeli. 
W 1805 r. przeniósł się do Warszawy, gdzie mieszkał aż do śmierci, uczył i malował. Nawiązał tam współpracę z Zygmuntem Voglem sporządzając dla jego albumu Zbiór sławniejszych pamiątek narodowych... (wyd. w 1806 i 1807) 16 sztychów na podstawie rysunków Vogla i jeden oparty na własnym rysunku. Przedstawiały one głównie różne zabytki Polski. Dla O ziemiorództwie Karpatów i innych gór i równin Polski (1815) Stanisława Staszica sporządził miedzioryty ilustracji, a dla Śpiewów historycznych Juliana Ursyna Niemcewicza (1816) rysunki, z których inni grawerzy wykonali miedzioryty. Jako ilustrator współpracował z czasopismem Sylwan. Kilkanaście lat był nauczycielem rysunku w konwikcie 00. Pijarów na Żoliborzu, uczył też w prywatnych szkołach warszawskich. Nie później niż w roku 1808 r. wstąpił do loży masońskiej Zum Samariter. Pochowany został na warszawskim cmentarzu ewangelicko-reformowanym. Miejsce jego pochówku nie jest znane.
Frey specjalizował się w rysunkach i różnych technikach rytowania, oprócz akwafortowej również akwatintowej oraz litograficznej. Znacznie rzadziej malował, głównie akwarele lub gwasze, choć znane są też jego obrazy olejne. Tematem prac artysty były różne obiekty architektoniczne Polski, krajobrazy, portrety, w tym miniaturowe, ilustracje aktualnych wydarzeń i sceny historyczne. 
Jego ryciny znajdują się w Muzeum Czartoryskich w Krakowie i Muzeum im. Emeryka Hutten-Czapskiego (po ok. 50 sztuk), Muzeum Historycznym Miasta Krakowa i warszawskim Muzeum Narodowym oraz w bibliotekach naukowych. Obrazy Freya są w zbiorach Muzeum Narodowego w Krakowie. 
Był ojcem Jakuba (Jakóba) Michała Freya – znanego lekarza warszawskiego oraz Adama - malarza.